# I Burn
I Burn es el cuarto EP coreano del grupo femenino de Corea del Sur (G)I-dle. Fue lanzado el 11 de enero de 2021 por Cube Entertainment, junto con su sencillo principal titulado «Hwaa» (화(火花), Anger).

## Antecedentes y lanzamiento
El 9 de diciembre de 2020, Newsen informó que (G)I-dle tendría su regreso a mediados de enero de 2021, lo que fue confirmado por Cube Entertainment posteriormente. Esto tras cinco meses desde el lanzamiento de su último sencillo, «Dumdi Dumdi».
El 27 de diciembre, a través de la cuenta oficial de YouTube del grupo, se publicó un vídeo teaser conceptual sobre su próxima producción, donde se aprecian a las miembros en una atmósfera misteriosa, con elementos como fuego mariposas y flores. Al día siguiente, se reveló el primer teaser póster del nuevo miniálbum, donde se confirmó que su nombre sería I Burn y que la fecha definitiva de su lanzamiento sería el 11 de enero de 2021 a las 18:00 hrs. (KST).
El 30 de diciembre, se publicó la lista oficial de canciones contenidas en el álbum, confirmando que estaría compuesto por seis pistas y que el sencillo principal sería «Hwaa» (Anger, 화, 火花,).
El 11 de enero de 2021 fue lanzado el miniálbum en un evento para prensa, en donde se presentó por primera vez en vivo el sencillo principal, «Hwaa».

## Diseño de arte y empaque
El álbum fue puesto en venta en tres versiones físicas diferentes, llamadas Winter version, Flower version y Fire version. Todas las versiones contienen, junto al disco, un álbum fotográfico de 96 páginas, pósteres y tarjetas coleccionables.

## Composición y letras
Las miembros Minnie , Soyeon y Yuqi participaron en la composición y escritura del álbum. (G)I-dle explicó que I Burn habla sobre las emociones que se sienten en el proceso de recuperar la felicidad después de una separación.
La pista de apertura, «Hann (Alone in Winter)», es una canción que conecta el sencillo del grupo de 2018 «Hann (Alone)» con la canción principal del álbum, «Hwaa». La segunda canción, pista promocional del álbum, es una canción de moombahton que agrega una sensibilidad fresca a una instrumentación musical oriental. «Moon», la tercera canción, es una canción pop sobre sentimientos honestos. «Where Is Love» es una canción de estilo retro con un bajo funky. La canción trata sobre los sentimientos después de una separación. «Lost», la quinta canción, es una canción de R&B. La pista de cierre, «Dahlia», es una canción de género pop medio que habla de la flor llamada Dahlia.

## Recepción de la crítica
Gab Ginsberg y Jason Lipshutz, columnistas de Billboard, describieron «Dahlia» como «un fascinante jardín de flores», donde Miyeon, Minnie, Soojin, Soyeon, Yuqi y Shuhua cantan sobre un amor que no puede ser manchado por críticos externos. Oh Jung-yeon elogió a (G)I-dle por su composición y declaró: «Al escuchar la explicación de la filosofía y las emociones de los seis miembros fundidos en cada canción, de repente quise llamarlas 'maestras'».
Heran Mamo de Billboard, consideró el álbum como «un conjunto de arreglos musicales e instrumentación oriental que recolectan los pedazos de un corazón roto mientras arde, describiendo las secuelas de una dolorosa ruptura a través del motivo de un fuego ardiente y el triunfo secuencial, de flor en flor». Michele Mendez de Elite Daily afirmó que I Burn es «el álbum de ruptura que todo el mundo necesita escuchar porque es un recordatorio de que algo hermoso puede emerger de la oscuridad».
Escribiendo para la revista en línea británica The Quietus, Verónica A. Bastardo comentó: «Una interpretación teatral extendida, inundada de grandilocuentes instrumentos orquestales mezclados con estructuras pop y gotas de EDM, que explora de manera metafórica el camino para recuperar la felicidad y la fuerza después de la separación de un ser amado».

## Rendimiento comercial
Según Hanteo Chart, I Burn debutó en el n.° 1 en la lista diaria de álbumes con 75.510 copias vendidas. Esto superó en 19.147 copias al anterior álbum de (G)I-dle, Dumdi Dumdi, lanzado el 3 de agosto de 2020, que registró 56.363 copias en las ventas del primer día. El álbum también debutó en el número 1 en Gaon Retail Album Chart con 59.086 copias vendidas. El 13 de enero, se informó que el álbum figuraba en las listas de álbumes principales de ITunes en 51 regiones de todo el mundo, incluidos los Países Bajos, Nueva Zelanda, Canadá, Rusia, Brasil, Italia y Finlandia. En el chart de Melon, (G)I-dle no solo tuvo presencia en la lista con «Hwaa», sino también con todas las canciones de I Burn. Esta es la primera vez que el grupo consigue tal logro desde su debut en 2018.
En la lista publicada del 10 al 16 de enero de 2021, I Burn debutó en el número 3 en la lista Gaon Album Chart de Corea del Sur y en la de Gaon Weekly Retail Album Chart. También obtuvo sus mejores ventas en una semana, con 115.500 copias. Además, todas las canciones del EP entraron en el Gaon Digital Chart.

## Lista de canciones
| CD / Descarga digital |                                                      |                           |                                    |                               |          |  |
| N.º                   | Título                                               | Letras                    | Música                             | Arreglo                       | Duración |  |
| 1.                    | «Hann (Alone in Winter)» (한(寒); lit. Grudge(Cold)) | Soyeon, Ahn Ye-eun        | Soyeon, Ahn Ye-eun                 | BreadBeat, Ahn Ye-eun, Soyeon | 2:55     |  |
| 2.                    | «Hwaa» (화(火花); lit. Anger(Spark))                 | Soyeon                    | Soyeon, Pop Time                   | Pop Time, Soyeon              | 3:17     |  |
| 3.                    | «Moon»                                               | Soyeon                    | Minnie, FCM Houdini, FCM 667       | FCM Houdini, Minnie           | 3:20     |  |
| 4.                    | «Where Is Love»                                      | Soyeon                    | Soyeon, Lee Woo-min "collapsedone" | Lee Woo-min "collapsedone"    | 2:57     |  |
| 5.                    | «Lost»                                               | Yuqi, Seo Jae-woo, Soyeon | Seo Jae-woo, Yuqi                  | Seo Jae-woo                   | 3:01     |  |
| 6.                    | «Dahlia»                                             | Minnie, BreadBeat, Soyeon | BreadBeat, Minnie                  | BreadBeat                     | 3:10     |  |
| 18:40                 |                                                      |                           |                                    |                               |          |  |

## Reconocimientos

### Premios y nominaciones
| Año  | Evento             | Premio        | Resultado | Ref.   |
| ---- | ------------------ | ------------- | --------- | ------ |
| 2022 | Golden Disc Awards | Álbum Bonsang | Nominado  | [ 23 ] |

### Listados
| Publicación      | Lista                  | Ranking  | Ref.   |
| ---------------- | ---------------------- | -------- | ------ |
| Beats Per Minute | Top 20 EPs of 2021     | Incluida | [ 24 ] |
| Genius Korea     | 2021 Year-End: Top EPs | 18.º     | [ 25 ] |

## Posicionamiento en listas
| Listas (2021)                           | Posición más alta |
| --------------------------------------- | ----------------- |
| Corea del Sur (Gaon Album Chart)        | 3                 |
| Corea del Sur (Gaon Retail Album Chart) | 3                 |

## Historial de lanzamiento
| País          | Fecha               | Formato                         | Discográfica                        |
| ------------- | ------------------- | ------------------------------- | ----------------------------------- |
| Corea del Sur | 11 de enero de 2021 | CD, descarga digital, streaming | Cube Entertainment Republic Records |